# Геологія Латвії
Геологічна будова Латвії.
Латвія знаходиться на північному заході Східно-Європейської платформи, в межах якої виділяється Балтійська синекліза (Західна Латвія), Латвійська сідловина (Східна Латвія) і схил Балтійського щита (Північна Латвія). Глибина залягання фундаменту 400-600 м (схил Балтійського щита), 1800 м (Балтійська синекліза). Фундамент складений архейськими кристалічними сланцями (вияви магнетиту), гнейсами, кварцитами, амфіболітами, гранітами і анортозитами. Осадовий чохол складається з протерозойських, палеозойських, а в межах Балтійської синеклізи і мезозойських теригенних і глинисто-карбонатних товщ. Кембрійська теригенна формація потужністю від 40-70 м (в центрі Латвії) до 230 м (на південному заході) перекривається глинисто-карбонатними силур-ордовикськими відкладами потужністю від 0-70 до 380-400 м. Теригенні девонські формації представлені відкладами потужністю 200-250 м, з якими пов'язані родовища глин і кварцових пісків. 
Верхньодевонсько-кам'яновугільна формація (потужність до 500 м) перекрита четвертинним покривом і включає родов. доломіту, гіпсу і глин. Пермські карбонатні відклади (потужність до 30 м) залягають в осьовій частині Балтійської синеклізи і оголені на південному заході. З ними пов'язані великі родовища вапняків. На південному заході Латвії розвинені також тріасові і юрські піщано-глинисті утворення. Четвертинні відклади представлені льодовиковими валунними глинами, водно-льодовиковими пісками, піщано-гравійними відкладами і глинами, які утворюють великі поклади нерудних будівельних матеріалів. У голоцені відбувалося інтенсивне торфоутворення і прісноводне накопичення карбонатів. Максимальні потужності четвертинних відкладів — до 310 м.